# Cissus cussonioides
Cissus cussonioides là một loài thực vật hai lá mầm trong họ Nho. Loài này được Schinz miêu tả khoa học đầu tiên năm 1894.